# Dobrá Niva
Dobrá Niva es un municipio del distrito de Zvolen en la región de Banská Bystrica, Eslovaquia, con una población estimada a final del año 2024 de 1822 habitantes.
Se encuentra ubicado en el centro-oeste de la región, en los montes Centrales Eslovacos y la cuenca hidrográfica del río Hron —un afluente izquierdo del Danubio— y cerca de la frontera con la región de Nitra.

## Demografía
| Año        | 1994 | 2004    | 2014    | 2024    |
| ---------- | ---- | ------- | ------- | ------- |
| Población  | 1755 | 1796    | 1860    | 1822    |
| Diferencia |      | +2,33 % | +3,56 % | −2,04 % |

| Año        | 2023 | 2024    |
| ---------- | ---- | ------- |
| Población  | 1852 | 1822    |
| Diferencia |      | −1,61 % |